# Щипёрно (концентрационный лагерь)

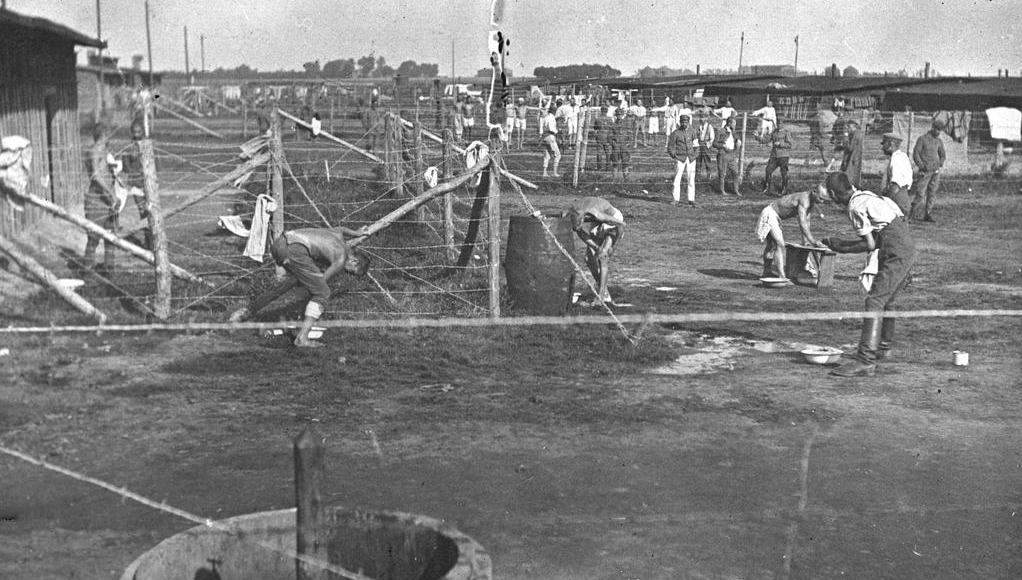
Концентрационный лагерь Щипёрно, около 1918 года.

Лагерь № 5 в Щипёрно (пол. Szczypiorno) — концентрационный лагерь в деревне Щипёрно (деревня ныне в составе города Калиш) в Польше.
С 1915 года по 1918 год использовался властями Германской империи для содержания польских легионеров, военнопленных Русской императорской армии. С февраля 1919 года по 1921 год власти Польской республики содержали здесь военнопленных Рабоче-крестьянской Красной армии советско-польской войны 1919 — 1921 годов, часть которых погибла из-за голода, инфекционных заболеваний и жестокого обращения. С 1920 года содержались интернированные белогвардейцы и украинские подразделения.

## История лагеря
В 1914 году на основе казарм в Щипёрно немецкие власти устроили лагерь для военнопленных и интернированных иностранцев различных национальностей — русских, украинцев, французов, британцев, румын и других.
В 1917 году в концентрационном лагере в Щипёрно были заключены военнослужащие 1-й и 2-й бригады Легионов польских (около 4 000 человек), которые отказались, по распоряжению Ю. Пилсудского, принести присягу на верность германскому императору. Благодаря этим знаковым для поляков событиям возросла популярность будущего лидера независимой Польши.
Со второй половины 1917 года подавляющее большинство иностранных военнопленных в лагере в Щипёрно были из Русской императорской армии.
По вхождении большей части провинции Позен в состав Польского государства (см. Великопольское восстание 1918-1919 гг.) в лагере содержались уже военнопленные немцы, а с началом советско-польской войны 1919 — 1921 годов — советские военнослужащие РККА. Он получил название Лагеря военнопленных № 5 в Щипёрно.
25 ноября 1920 года датируется документ Военного министерства Франции «о лагерях военнопленных большевиков, украинцев и русских в Польше», где указана вместимость лагеря Щипёрно —  6000 человек. При этом количество заключённых в документе не проставлено, но имеется информация о контингенте — «для частей Перемыкина, которые будут содержаться при специальном режиме».
Согласно сведениям сотрудника французской военной миссии в Польской республике Муррюо, письмо которого цитируется в сборнике «Красноармейцы в польском плену 1919-1922 гг.», в Лагере № 5 в Щипёрно (под Калишем) по состоянию на декабрь 1920 года насчитывалось 300 «пленных большевиков». При этом также отмечается, что Щипёрно — это «лагерь, в который была интернирована армия Перемыкина».

В Щипёрно сложились настолько неподходящие условия проживания, что белогвардейцы, союзники Польши в советско-польской войне, вскорости по интернировании в этот лагерь в декабре 1920 года заявили о своём бедственном положении. Так, глава белогвардейского Русского Политического Комитета Б. Савинков пишет главе Польши Ю. Пилсудскому: 
Господин Глава государства, Я осмеливаюсь обратить Ваше внимание на бедственное положение офицеров и добровольцев армий генералов Булак-Балаховича и Перемыкина, находящихся в концентрационных лагерях и в особенности в лагере Щипёрно... в единственном бараке размещено около 200 человек и что перевод офицеров и добровольцев в более приспособленное для проживания место не предвидится ранее, чем через 3 недели... уже начались эпидемии, в частности тифа. Не хватает белья, одежды, обуви, мыла. Для отопления бараков там выделяется в день S фунта дров на человека. Температура в бараках 1°... Я почтительно прошу Вас, господин Глава государства, не отказать и отдать необходимые приказы, чтобы была облегчена судьба людей, которые с оружием в руках разделили с героической польской армией тяжести и славу войны.
Вместе с тем, согласно сводке Министерства военных дел Польши по состоянию на 23 февраля 1921 года лагерь интернированных №5 в Щипёрно практически заполнен — всего насчитывается 5900 человек, из которых 1114 «большевицких пленных», 4776 интернированных балаховцев, 20 гражданских и интернированных. А в сводке Минвоендел Польши №40 от 6 марта 1921 года, перед самым концом войны — 1092 «большевицких пленных» (58 офицеров и 1034 рядовых).
В 1920-1921 годах в Щипёрно содержались интернированные военнослужащие армии Украинской Народной Республики, позднее переведённые в соседний Лагерь военнопленных № 10 в Калише, который просуществовал до 1924 года.

## Воинские захоронения, связанные с лагерем
По состоянию на 1997 год сохранилась по меньшей мере 1 братская могила умерших в плену красноармейцев. Также сохранились захоронения интернированных из армии УНР, на основе которых усилиями украинской диаспоры при поддержке польских властей образовано отдельное военное кладбище (Калиш-Щипёрно).51°43′50″ с. ш. 18°01′13″ в. д.

## Интересные факты
Немецкие охранники лагеря в Щипёрно научили заключённых польских легионеров дотоле неизвестной в Польше игре в гандбол. С тех пор в Польше для гандбола существует альтернативное название щипёрняк.